# 11. новембар
11. новембар (11.11.) је 315. дан године по грегоријанском календару (316. у преступној години). До краја године има још 50 дана.

## Догађаји
- 308 — Римски цар Галерије прогласио свог старог саборца и земљака Лицинија за свог августа-савладара.
- 1500 — Француски краљ Луј XII и Фердинанд Арагонски потписали су тајни споразум у Гранади о подели Италије.
- 1889 — Вашингтон је постала 42. држава САД.
- 1918 —

- Склопљено примирје између победничке Антанте и немачке војске у Компијењској шуми (Француска), чиме је окончан Први светски рат.
- Маршал Јозеф Пилсудски прогласио је независну републику Пољску.

- 1941 — Са територије Совјетског Савеза у Другом светском рату почело је емитовање програма радио станице „Слободна Југославија“.
- 1942 — Немачке трупе су у Другом светском рату запоселе и неокупирани део Француске, под контролом квислиншке владе у Вишију. Истог дана немачке и италијанске трупе су окупирале и француско острво Корзика.
- 1944 — Почела је Батинска битка у којој су јединице совјетске Црвене армије и Народноослободилачке војске Југославије у Другом светском рату, после тешких борби 23. новембра поразиле немачке снаге.
- 1945 — Одржани су први послератни избори у Југославији на основу којих је конституисана Уставотворна скупштина Демократске Федеративне Југославије.
- 1952 — Џон Мулин и Вејн Џонсон у Лос Анђелесу су први пут приказали свој изум - видео рекордер.
- 1958 — На Клиници „Кири” у Паризу, извршено прво успешно пресађивање коштане сржи.
- 1961 — Совјетски град Стаљинград је преименован у Волгоград.
- 1965 — Премијер Родезије Ијан Смит једнострано је прогласио независност од Уједињеног Краљевства, која је режим беле мањине прогласила илегалним и увела трговинске санкције.
- 1971 — Сенат САД је ратификовао уговор којим је Јапану враћено острво Окинава, одузето крајем Другог светског рата.
- 1975 — Проглашена је независност Анголе, после пет векова португалске колонијалне власти. Први председник Народне Републике Анголе постао је Агостињо Нето.
- 1992 — Енглеска англиканска црква је напустила вековну традицију и допустила женама да буду свештенице.
- 1996 — Председник Гватемале Алваро Арсу је саопштио да је с герилским покретом постигнут споразум о окочању 36-годишњег грађанског рата у тој централноамеричкој земљи.
- 2000 —

- У запаљеној жичари у једном тунелу испод глецера Кицштајнхорна у масиву Хохен Тауерн, у аустријски Алпама, живот је изгубило 159 особа.
- Ступио је на снагу Закон о Централној банци Црне Горе, чиме је заокружена монетарна власт у Црној Гори, инаугурисана пре годину дана, увођењем немачке марке у платни промет те републике.

- 2001 — Дан након пријема Кине у Светску трговинску организацију, члан те организације постао је и Тајван.
- 2002 — Председник компаније Мајкрософт, Бил Гејтс поклонио је 100 милиона долара за борбу против АИДС-а у Индији.
- 2003 —

- Бугарски председник Георги Прванов допутовао је у дводневну посету Србији и Црној Гори. Он је први бугарски шеф државе који је након 53 године, званично посетио Београд.
- Сједињене Америчке Државе увеле су економске и дипломатске санкције Сирији, због подршке „палестинском отпору израелској окупацији“.

- 2004 — Парламент Литваније ратификовао је нови Устав Европске уније. Литванија је прва чланица Уније која је усвојила европски устав.

## Рођења
- 1154 — Санчо I од Португалије, други краљ Португалије (1185—1211 ) из Бургундске династије. (прем. 1211)
- 1821 — Фјодор Достојевски, руски књижевник. (прем. 1881)[1]
- 1852 — Франц Конрад фон Хецендорф, аустроугарски генерал и начелник генералштаба. (прем. 1925)
- 1855 — Стеван Сремац, српски књижевник. (прем. 1906)[2]
- 1861 — Ерих фон Фалкенхајн, немачки војсковођа и начелник генералштаба. (прем. 1922)
- 1869 — Виторио Емануеле III Савојски, италијански краљ од 1900. до 1946. год. (прем. 1947)[3]
- 1885 — Џорџ Смит Патон, амерички генерал. (прем. 1945)
- 1905 — Јосип Колумбо, један од седам секретара СКОЈ-а. (прем. 1930)
- 1922 — Курт Вонегут, амерички писац. (прем. 2007)[4]
- 1925 — Џонатан Винтерс, амерички комичар и глумац. (прем. 2013)
- 1935 — Биби Андерсон, шведска глумица. (прем. 2019)
- 1941 — Божидарка Фрајт, југословенска глумица.
- 1958 — Лус Касал, шпанска музичарка.
- 1960 — Стенли Тучи, амерички глумац, сценариста, редитељ и продуцент.
- 1962 — Деми Мур, америчка глумица и модел.
- 1964 — Калиста Флокхарт, америчка глумица.
- 1966 — Бенедикта Боколи, италијанска глумица.
- 1971 — Горан Ђоровић, српски фудбалер и фудбалски тренер.
- 1974 — Леонардо Дикаприо, амерички глумац и продуцент.[5]
- 1977 — Манише, португалски фудбалер.
- 1980 — Ненад Ковачевић, српски фудбалер.
- 1981 — Јадранка Барјактаровић, црногорско-српска певачица.
- 1982 — Асафа Пауел, јамајкански атлетичар (спринтер).
- 1983 — Филип Лам, немачки фудбалер.
- 1985 — Нина Сеничар, српска глумица, телевизијска водитељка и модел.
- 1986 — Милена Вучић, српско-црногорска певачица.
- 1989 — Џо Регланд, америчко-либеријски кошаркаш.
- 1990 — Џорџинио Вајналдум, холандски фудбалер.[6]
- 1990 — Том Думулан, холандски бициклиста.[7]
- 1991 — Немања Радовић, црногорски кошаркаш.

## Смрти
- 1211 — Санчо I од Португалије, краљ Португалије. (рођ. 1154).
- 1331 — Стефан Урош III Дечански, српски краљ.
- 1405 — Милица Хребељановић, жена кнеза Лазара Хребељановића. (рођ. 1335).
- 1855 — Серен Киркегор, дански филозоф.
- 1866 — Пол Бер, француски зоолог, физиолог и политичар. (рођ. 1833)
- 1878 — Стјепан Митров Љубиша, црногорски писац и политичар. (рођ. 1824).
- 1993 — Драгомир Бојанић Гидра, српски глумац.
- 2004 — Јасер Арафат, палестински политичар и државник. (рођ. 1929).

## Празници и дани сећања
- Србија:
  - Дан примирја у Првом светском рату[8]
- Српска православна црква данас прославља
  - Свети Преподобни Аврамије Затворник - Аврамијевдан
  - Преподобна мученица Анастасија Римљанка
- Кина
  - Дан самаца